# 4 x 100 metros estafetas
4 x 100 metros estafetas (português europeu) ou revezamento 4 x 100 metros rasos (português brasileiro) é uma modalidade olímpica de atletismo, disputada por equipes de velocistas. A prova é constituída por quatro percursos iguais de 100 metros, percorridos por quatro atletas alternadamente e em sequência, na mesma raia, completando uma volta inteira na pista padrão de 400 metros, carregando um bastão que deve ser passado entre eles dentro de uma zona determinada.

## História
Apesar do conceito da corrida em revezamento poder ser traçado desde a Grécia Antiga, onde bastões com mensagens em seu interior eram entregues através de uma série de correios, os estafetas, daí o seu nome no português europeu, o revezamento moderno descende das corridas de caridade organizadas pelos bombeiros de Nova York nos anos 1880, em que bandeirolas vermelhas eram entregues a cada 300 jardas.
O primeiro evento olímpico de revezamento foi introduzido nos Jogos de Londres 1908, mas foi disputada em duas "pernas" de 200 m, seguida de uma de 400 m e uma última de 800 m, completando quatro voltas no estádio e um total de 1600 metros. Foi assim disputada por velocistas e meio-fundistas. A prova, como é atualmente, foi introduzida para homens em Estocolmo 1912 e a primeira campeã olímpica foi a equipe da Grã-Bretanha. No feminino, foi disputada pela primeira vez em Amsterdã 1928 e vencida pela equipe do Canadá.
Os atuais campeões olímpicos são o Canadá e os Estados Unidos, respectivamente no masculino e no feminino.
Historicamente, os Estados Unidos dominam esta prova no masculino, conquistando todas as medalhas de ouro olímpicas entre Antuérpia 1920 e Montreal 1976, com exceção de Roma 1960, vencida pelos alemães. Nos últimos anos, porém, este domínio vem sendo da Jamaica, que além de atual tricampeã olímpica também foi o primeiro revezamento do mundo a correr a prova em menos de 37 segundos.

## Regras
Quatro velocistas, na mesma raia designada e marcada no chão da pista, correm 100 m cada um para completar uma volta no estádio. Durante suas corridas individuais eles devem carregar um bastão que deve ser passado ao próximo corredor dentro de uma faixa de troca de 20 metros marcada no chão, 10 metros antes e 10 metros depois da linha de partida de cada "perna" subsequente. O corredor à frente geralmente começa a correr em velocidade total com um braço esticado para trás para receber o bastão do corredor anterior.  A entrega dele fora da área designada resulta em desclassificação da equipe. Caso ocorra a queda do bastão, o atleta que recebeu deve voltar e buscar. Tecnicamente, é uma prova onde a sincronia perfeita na troca de bastões pode compensar uma inferioridade na velocidade dos corredores.

## Recordes
De acordo com a World Athletics.
Homens
| Recorde          | Marca | País    | Atletas                                               | Data           | Local        |
| Recorde mundial  | 36.84 | Jamaica | Usain Bolt, Yohan Blake, Michael Frater, Nesta Carter | 11 agosto 2012 | Londres      |
| Recorde olímpico | 36.84 | Jamaica | Usain Bolt, Yohan Blake, Michael Frater, Nesta Carter | 11 agosto 2012 | Londres 2012 |

Mulheres
| Recorde          | Marca | País           | Atletas                                                       | Data           | Local        |
| Recorde mundial  | 40.82 | Estados Unidos | Carmelita Jeter, Bianca Knight, Allyson Felix, Tianna Madison | 10 agosto 2012 | Londres      |
| Recorde olímpico | 40.82 | Estados Unidos | Carmelita Jeter, Bianca Knight, Allyson Felix, Tianna Madison | 10 agosto 2012 | Londres 2012 |

## Melhores marcas mundiais
As marcas abaixo são de acordo com a World Athletics.

### Homens
| Posição | Tempo | País           | Atleta                                                               | Data            | Local          |
| ------- | ----- | -------------- | -------------------------------------------------------------------- | --------------- | -------------- |
| 1       | 36.84 | Jamaica        | Usain Bolt, Yohan Blake, Michael Frater, Nesta Carter                | 11 agosto 2012  | Londres        |
| 2       | 37.04 | Jamaica        | Usain Bolt, Yohan Blake, Michael Frater, Nesta Carter                | 4 setembro 2011 | Daegu          |
| 3       | 37.10 | Estados Unidos | Christian Coleman, Justin Gatlin, Mike Rodgers, Noah Lyles           | 5 outubro 2019  | Doha           |
| 4       | 37.27 | Jamaica        | Usain Bolt, Yohan Blake, Asafa Powell, Nickel Ashmeade               | 19 agosto 2016  | Rio de Janeiro |
| 5       | 37.31 | Jamaica        | Usain Bolt , Asafa Powell , Michael Frater , Steve Mullings          | 22 agosto 2009  | Berlim         |
| 6       | 37.36 | Jamaica        | Usain Bolt, Nickel Ashmeade, Kemar Bailey-Cole, Nesta Carter         | 18 agosto 2013  | Moscou         |
| 6       | 37.36 | Jamaica        | Usain Bolt, Asafa Powell, Nickel Ashmeade, Nesta Carter              | 29 agosto 2015  | Pequim         |
| 6       | 37.36 | Reino Unido    | Adam Gemili, Zharnel Hughes, Richard Kilty, Nethaneel Mitchell-Blake | 5 outubro 2019  | Doha           |
| 9       | 37.38 | Estados Unidos | Justin Gatlin, Tyson Gay, Mike Rodgers, Ryan Bailey                  | 2 maio 2015     | Nassau         |
| 9       | 37.38 | Estados Unidos | Christian Coleman, Fred Kerley, Brandon Carnes, Noah Lyles           | 26 agosto 2023  | Budapeste      |

### Mulheres
| Posição | Tempo | País           | Atleta                                                                     | Data           | Local          |
| ------- | ----- | -------------- | -------------------------------------------------------------------------- | -------------- | -------------- |
| 1       | 40.82 | Estados Unidos | Carmelita Jeter, Bianca Knight, Allyson Felix, Tianna Madison              | 10 agosto 2012 | Londres        |
| 2       | 41.01 | Estados Unidos | Tianna Bartoletta, English Gardner, Allyson Felix, Tori Bowie              | 19 agosto 2016 | Rio de Janeiro |
| 3       | 41.02 | Jamaica        | Shelly-Ann Fraser, Elaine Thompson, Briana Williams, Shericka Jackson      | 6 agosto 2021  | Tóquio         |
| 4       | 41.03 | Estados Unidos | Tamari Davis, Twanisha Terry, Gabrielle Thomas, Sha'Carri Richardson       | 26 agosto 2023 | Budapeste      |
| 5       | 41.07 | Jamaica        | Shelly-Ann Fraser, Elaine Thompson, Natasha Morrison, Veronica Campbell    | 29 agosto 2015 | Pequim         |
| 6       | 41.14 | Estados Unidos | Melissa Jefferson, Abby Steiner, Jenna Prandini, Twanisha Terry            | 23 julho 2022  | Eugene         |
| 7       | 41.18 | Jamaica        | Kemba Nelson, Elaine Thompson, Shelly-Ann Fraser, Shericka Jackson         | 23 julho 2022  | Eugene         |
| 8       | 41.21 | Jamaica        | Natasha Morrison, Shashalee Forbes, Shelly-Ann Fraser, Shericka Jackson    | 26 agosto 2023 | Budapeste      |
| 9       | 41.29 | Jamaica        | Shelly-Ann Fraser, Carrie Russell, Kerron Stewart, Schillonie Calvert      | 18 agosto 2013 | Moscou         |
| 10      | 41.36 | Jamaica        | Shelly-Ann Fraser, Elaine Thompson, Christania Williams, Veronica Campbell | 19 agosto 2016 | Rio de Janeiro |

## Melhores marcas olímpicas
As marcas abaixo são de acordo com o Comitê Olímpico Internacional – COI.

### Homens
| Posição | Tempo | País           | Atleta                                                                 | Medalha | Local          |
| ------- | ----- | -------------- | ---------------------------------------------------------------------- | ------- | -------------- |
| 1       | 36.84 | Jamaica        | Usain Bolt, Yohan Blake, Michael Frater, Nesta Carter                  | ouro    | Londres 2012   |
| 2       | 37.10 | Jamaica        | Usain Bolt, Asafa Powell, Michael Frater, Nesta Carter                 | ouro    | Pequim 2008    |
| 3       | 37.27 | Jamaica        | Usain Bolt, Yohan Blake, Asafa Powell, Nickel Ashmeade                 | ouro    | Rio 2016       |
| 4       | 37.38 | Estados Unidos | Jeff Demps, Darvis Patton, Trell Kimmons, Justin Gatlin                |         | Londres 2012   |
| 5       | 37.39 | Jamaica        | Yohan Blake, Kemar Bailey-Cole, Michael Frater, Nesta Carter           |         | Londres 2012   |
| 6       | 37.40 | Estados Unidos | Michael Marsh, Leroy Burrell, Dennis Mitchell, Carl Lewis              | ouro    | Barcelona 1992 |
| 7       | 37.47 | Estados Unidos | Christian Coleman, Fred Kerley, Kyree King, Courtney Lindsey           |         | Paris 2024     |
| 8       | 37.50 | Itália         | Lorenzo Patta, Marcell Jacobs, Eseosa Desalu, Filippo Tortu            | ouro    | Tóquio 2020    |
| 8       | 37.50 | Canadá         | Aaron Brown, Jerome Blake, Brendon Rodney, Andre De Grasse             | ouro    | Paris 2024     |
| 10      | 37.51 | Reino Unido    | Chijindu Ujah, Zharnel Hughes, Richard Kilty, Nethaneel Mitchell-Blake | prata   | Tóquio 2020    |

- As marcas dos EUA (37.38) e da Jamaica (37.39) foram conseguidas nas eliminatórias de Londres 2012; a marca dos EUA na final destes Jogos (37.04) foi anulada, a medalha de prata confiscada e a equipe eliminada após Tyson Gay testar positivo no  antidoping. A marca dos EUA (37.47) foi conseguida na semifinal 1 de Paris 2024.

### Mulheres
| Posição | Tempo | País              | Atleta                                                                      | Medalha | Local            |
| ------- | ----- | ----------------- | --------------------------------------------------------------------------- | ------- | ---------------- |
| 1       | 40.82 | Estados Unidos    | Carmelita Jeter, Bianca Knight, Allyson Felix, Tianna Madison               | ouro    | Londres 2012     |
| 2       | 41.01 | Estados Unidos    | Tianna Bartoletta, English Gardner, Allyson Felix, Tori Bowie               | ouro    | Rio 2016         |
| 3       | 41.02 | Jamaica           | Shelly-Ann Fraser-Pryce, Elaine Thompson, Briana Williams, Shericka Jackson | ouro    | Tóquio 2020      |
| 4       | 41.36 | Jamaica           | Shelly-Ann Fraser, Elaine Thompson, Christania Williams, Veronica Campbell  | prata   | Rio 2016         |
| 5       | 41.41 | Jamaica           | Shelly-Ann Fraser, Sherone Simpson, Kerron Stewart, Veronica Campbell       | prata   | Londres 2012     |
| 6       | 41.45 | Estados Unidos    | Javianne Oliver, Teahna Daniels, Jenna Prandini, Gabrielle Thomas           | prata   | Tóquio 2020      |
| 7       | 41.55 | Reino Unido       | Dina Asher-Smith, Asha Philip, Imani Lansiquot, Daryll Neita                |         | Tóquio 2020      |
| 8       | 41.60 | Alemanha Oriental | Marlies Göhr, Bärbel Wöckel, Romy Müller, Ingrid Auerswald                  | ouro    | Moscou 1980      |
| 9       | 41.64 | Estados Unidos    | Tianna Madison, Jeneba Tarmoh, Bianca Knight, Lauryn Williams               |         | Londres 2012     |
| 10      | 41.65 | Estados Unidos    | Evelyn Ashford, Chandra Cheeseborough, Jeanette Bolden, Alice Brown         | ouro    | Los Angeles 1984 |

- A marca da Grã-Bretanha (41.55) foi conseguida nas eliminatórias de Tóquio 2020. A marca dos EUA (41.64) foi conseguida nas eliminatórias de Londres 2012.

## Marcas da lusofonia
| País                | Masculino | Atleta                                | Ano  | Local     | Feminino | Atleta                                | Ano  | Local      |          |
| Brasil              | 37.72     | Rodrigo, Vitor, Derick, Paulo André   | 2019 | Doha      | 42.29    | Lemos, Krasucki, R. Santos, E. Santos | 2013 | Moscou     | [ 6 ]    |
| Portugal            | 38.65     | Obikwelu, Abrantes, Nascimento, Costa | 2015 | Rieti     | 44.70    | Gomes, Vital, C. Tavares, S. Tavares  | 2009 | Leiria     | [ 7 ]    |
| Angola              | 40.41     | Gaspar, Alexandre, Baltazar, Oliveira | 2014 | Marrakesh | 49.80    | Machado, Milagre, Rodrigues, Maurício | 1981 | Luanda     | :653,789 |
| Cabo Verde          | 41.70     | Carvalho, Gonçalves, Santos, Martins  | 2017 | Praia     | 49.80    | Cabral, Brito, Tavares, Bangura       | 2016 | Espargos   | :655,790 |
| Moçambique          | 41.70     | Kudzanai                              | 2013 | Gaborone  | 47.50    | Manaca Dias, Relvas, Abreu, Vilhena   | 1973 | Lisboa     | :655,791 |
| Guiné-Bissau        | 42.31     | J. Có, Dabó, Lopes, Silva             | 2007 | Bissau    | 51.41    | A. Có, Capé, Sá, Mana                 | 2007 | Bissau     | :655,790 |
| São Tomé e Príncipe | 43.40     | Manuel, Lombá, Lima, Paraiso          | 1982 | São Tomé  | 51.30    | Semedo, Gomes, Pereira, Lima          | 2007 | Folha Fede | :655,792 |